# Bacchisa fruhstorferi
Bacchisa fruhstorferi är en skalbaggsart som beskrevs av Stefan von Breuning 1959. Bacchisa fruhstorferi ingår i släktet Bacchisa och familjen långhorningar. Inga underarter finns listade.